# フェレンツ・フリッチャイ
フェレンツ・フリッチャイ（Ferenc Fricsay ハンガリー語発音: [ˈfritʃɒi ˈfɛrɛnts], 1914年8月9日 - 1963年2月20日）は、ドイツを中心にヨーロッパやアメリカで活躍したハンガリー出身の指揮者。

## 人物・来歴
1914年、ブダペストに生まれる。幼少の頃からハンガリーで軍楽隊の指揮者であった父リハールド（1888-1961）から音楽教育を受け、6歳でブダペスト音楽院に入学し、ピアノを学び始め、続いてヴァイオリン、クラリネット、トロンボーン、打楽器なども習得する。コダーイ、バルトークらに指揮と作曲を学ぶ。卒業時に自作の『「シラノ・ド・ベルジュラク」序曲』を指揮。卒業と同時にセゲドの軍楽隊の指揮者に就任。その後、セゲド・フィルハーモニーやブダペスト国立歌劇場、ハンガリー国立交響楽団（現ハンガリー国立フィルハーモニー管弦楽団）の音楽監督を歴任する。
1946年12月にはウィーン国立歌劇場の客演指揮者として招かれ、ビゼーの『カルメン』などを指揮した。
1947年、オットー・クレンペラーの代役としてザルツブルク音楽祭でアイネム作曲の歌劇『ダントンの死』を世界初演し、脚光を浴びる。
1948年11月、ベルリンにデビューする。ベルリン市立歌劇場（現ベルリン・ドイツ・オペラ）でヴェルディの『ドン・カルロ』を上演、当時音楽学生だったバリトンのフィッシャー＝ディースカウを見出す。12月にはベルリンのRIAS交響楽団（後のベルリン放送交響楽団、現ベルリン・ドイツ交響楽団）、ベルリン・フィルハーモニー管弦楽団に客演（これはベルリン封鎖のために身動きが取れなくなったオイゲン・ヨッフムの代理としての仕事であった）。
1949年からはベルリン市立歌劇場の音楽監督（1952年まで）、RIAS交響楽団の首席指揮者（1954年10月に辞任）に就任する。
1953年、ボストン交響楽団を指揮してアメリカ・デビューを果たす。
1954年10月、アメリカのヒューストン交響楽団の常任指揮者に就任するも、楽員の入れ替えなど運営方針をめぐり楽団と対立、翌年1月に辞任する。
1956年、バイエルン国立歌劇場の音楽監督に就任（1958年まで）。
1958年秋ごろより、白血病の症状が現れ、長期の休養を余儀なくされるも、1959年夏ごろに指揮活動を再開、ベルリン放送交響楽団（RIAS交響楽団から1956年に名称変更）の首席指揮者に復帰する。
1960年春、ベルリン市立歌劇場から再編されるベルリン・ドイツ・オペラの初代音楽総監督就任の契約を交わすが、健康状態を理由に数週間後に辞退する。
1961年のザルツブルク音楽祭で、モーツァルトの『イドメネオ』を指揮、その演奏の評判によりウィーン・フィルハーモニー管弦楽団による追加コンサートが開催された。
1961年9月、ベルリン・ドイツ・オペラの杮落とし公演でモーツァルトの『ドン・ジョヴァンニ』を指揮し、その後、コダーイの『ハーリ・ヤーノシュ』などを録音した。12月にはロンドン・フィルハーモニー管弦楽団に客演し、ベートーヴェンの交響曲第7番ほかを指揮した。これが生涯最後の指揮となった。
1962年に白血病の症状が悪化し、一時的に小康状態を得るも、再度復帰することなく1963年2月20日、スイスのバーゼルの病院にて48歳の若さで他界した。3月のベルリン放送交響楽団による追悼コンサートでは、同じ1914年生まれのラファエル・クーベリックが指揮台に立った。フリッチャイの死後、フィッシャー＝ディースカウがフリッチャイ協会を設立し、指揮者カール・ベームが名誉会長を務めた。

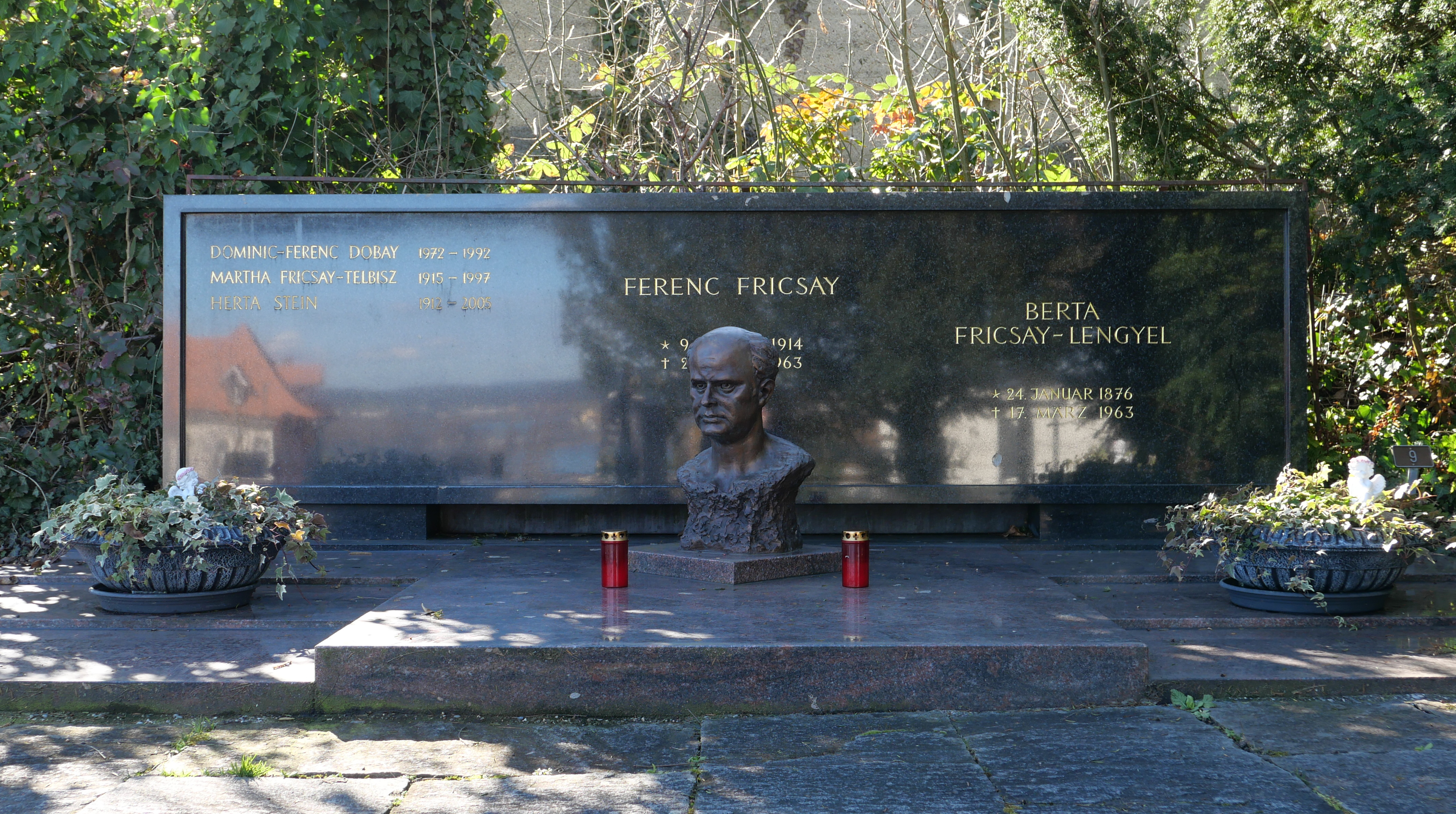
2024 年の墓。墓石にはフリッチャイの胸像とボーデン湖が映っている。

フリッチャイは、スイスのトゥールガウ州にあるエルマティンゲンの墓地に終の埋葬地を見つけ、家族は1952年にそこに定住した。彼の母ベルタ、旧姓レンゲル（1876年～1963年）は息子フェレンツの死から1か月も経たないうちに亡くなり、同じ墓地に埋葬された。 墓。 彼の孫のドミニク＝フェレンツ・ドバイ（1972年～1992年）、最初の妻マルタ・フリクサイ＝テルビス（1915年～1997年）、ヘルタ・シュタイン（1912年～2005年）も同じ場所に埋葬された。 2015年、この墓は解体から保護される記念碑として自治体によって宣言された。

## 演奏
デビュー時から白血病発病までと、白血病から復帰した後とで、同一人物によると思えない程大きな解釈の違いをみせている。しかし、父の教育による各楽器への理解の深さ、作品への造詣の深さと、卓越したバランス感覚により、生涯を通じて高く評価され続けた。同時代の作品への理解も深く、アイネムの『ダントンの死』のほか、フランク・マルタンの『魔法の酒』（1948年ザルツブルク音楽祭）、カール・オルフの『アンティゴネ』（1949年ザルツブルク音楽祭）、コダーイの交響曲（1961年ルツェルン音楽祭）など、フリッチャイによって初演された作品は数多い。